# IC 2584
IC 2584 је лентикуларна галаксија у сазвјежђу Шмрк (Пумпа) која се налази на листи објеката дубоког неба у Индекс каталогу.
Деклинација објекта је - 34° 54' 42" а ректасцензија 10h 29m 51,4s. Привидна величина (магнитуда) објекта IC 2584 износи 12,6 а фотографска магнитуда 13,6. IC 2584 је још познат и под ознакама ESO 375-43, MCG -6-23-37, PGC 30938.